# Jüri Tarmak
Jüri Tarmak (Tallinn, 21 luglio 1946 – Tallinn, 22 giugno 2022) è stato un altista sovietico.

## Biografia
Ai Giochi della XX Olimpiade vinse l'oro nel salto in alto ottenendo un risultato migliore del tedesco Stefan Junge (medaglia d'argento) e dello statunitense Dwight Stones.
Tarmak iniziò a praticare atletica nel 1963, seguendo le orme di suo padre Aadu Tarmak, che fu campione sovietico nel lancio del disco nel 1943–44. Nel 1970 divenne membro della squadra nazionale sovietica. Vinse una medaglia d'argento e una di bronzo ai Campionati europei indoor nel 1971 e 1972, e una medaglia d'oro olimpica nel 1972. Tarmak fu l'ultimo campione olimpico ad utilizzare la tecnica del ventrale. Nel 1974 si ritirò dalle competizioni, e l'anno successivo si laureò in economia presso la Università Statale di San Pietroburgo. Nel 1985 conseguì un PhD in economia e dal 1985 al 1990 insegnò presso la stessa università. Dopo la dissoluzione dell'Unione Sovietica, tornò nella sua nativa Estonia dove nel 1990 fondò una società di investimento. In seguito divenne vice-presidente e consulente della Borsa di Tallinn. Rimase coinvolto nello sport e tra il 2001 e il 2012 fu a capo del club sportivo Tallinna Kompass.

## Palmarès
| Anno | Manifestazione  | Sede              | Evento        | Risultato | Misura | Note |
| ---- | --------------- | ----------------- | ------------- | --------- | ------ | ---- |
| 1972 | Giochi olimpici | Monaco di Baviera | salto in alto | Oro       | 2,23 m |      |